# Зиедкалне
Зие́дкалне (латыш. Ziedkalne) — село в Елгавском крае Латвии. Входит в состав Вилцской волости. Находится на правом берегу реки Свете у региональной автодороги P103 (Добеле — Бауска). Расстояние до города Елгавы — около 41 км. По данным на 2015 год, в населённом пункте проживал 191 человек.
В селе расположены баптистская церковь, архитектурный комплекс бывшего поместья, водяная мельница, магазин.

## История
Село расположено на месте бывшего поместья Грос-Беркен.
В советское время населённый пункт носил название Беркене и был центром Аусмского сельсовета Елгавского района. В селе располагалась центральная усадьба колхоза «Зиедкалне».